# Onthophagus antillarum
Onthophagus antillarum är en skalbaggsart som beskrevs av Gilbert John Arrow 1903. Onthophagus antillarum ingår i släktet Onthophagus och familjen bladhorningar. Inga underarter finns listade i Catalogue of Life.